# Kuklinskaja
Kuklinskaja (ros. Куклинская) – wieś w Rosji, w rejonie wożegodskim obwodu wołogodzkiego. W 2010 r. liczyła 7 mieszkańców.